# Мухраново
Мухра́ново (рос. Мухраново) — село у складі Ілецького району Оренбурзької області, Росія.

## Населення
Населення — 770 осіб (2010; 997 у 2002).
Національний склад (станом на 2002 рік):
- росіяни — 57 %
- татари — 40 %